# Sutton Island (Maine)

Sutton Island une île du littoral de l'État du Maine du Comté de Hancock. Elle est administrativement rattachée à la municipalité de Cranberry Isles qui regroupe les 5 îles de : Great Cranberry Island, Little Cranberry Island, Bear Island, Baker Island  et Sutton Island.
L'île est située au sud de l'île des Monts Déserts. L'île n'a qu'une population d'été. L' île Sutton est la deuxième plus petite des îles Cranberry et se trouve à proximité du village de Northeast Harbour .